# Chiesa di San Giuseppe Patriarca (Nardò)
La chiesa di San Giuseppe Patriarca è una chiesa del centro storico di Nardò, in provincia di Lecce. Edificata nel 1758, sorge nel luogo in cui l'antica confraternita di San Giuseppe possedeva sin dal 1625 la propria sede religiosa.

## Descrizione
La chiesa fu costruita sul luogo di una struttura preesistente, risalente al XVI secolo, di modesta dimensione con oratorio e sacrestia. L'edificio, terminato al tempo del vescovo Petruccelli, come specifica l'iscrizione sul portale d'ingresso, risente molto dell'influsso del panorama architettonico leccese, in particolare della chiesa di San Matteo e della sua facciata a tamburo, di chiara derivazione borrominiana. 
L'attuale redazione della chiesa presenta un prospetto composto da un grande e slanciato avamposto a semicerchio, con nel mezzo un'artistica finestra e l'iscrizione a grandi caratteri DE DOMO DAVID, il motto della confraternita che regge la chiesa: a sinistra si eleva un piccolo campanile. L'interno presenta una pianta ottagonale, semplice nelle proporzioni e nelle linee che si intersecano nel ricamo dell'altare maggiore, valorizzato da un pregevole bassorilievo, di autore ignoto, rappresentante la Fuga in Egitto; vi sono tre altari barocchi in pietra con grandi pale su tela raffiguranti san Giuseppe, nel maggiore, in quello a destra sant'Apollonio e una seconda piccola tela con l'immagine di sant'Agata, in quello di sinistra sant'Oronzo e una seconda tela con l'immagine di sant'Agostino. Due altri quadri su tela, posti su colonne, raffigurano il Beato transito e lo Sposalizio di san Giuseppe. Sulle colonne che sostengono la volta ci sono le quattro raffigurazioni degli evangelisti, mentre, sopra il pergamo, sono dipinte le immagini della Vergine col Bambino e della Nascita di Gesù adorato dai Magi.
Accanto alla chiesa vi è l'oratorio e sala delle riunioni della Confraternita, con un altare dedicato al SS. Crocefisso, con una croce di legno e simulacro in cartapesta di Gesù Crocifisso, san Giovanni Evangelista e la Maddalena ai piedi.